# Лихула
Лихула (ест. Lihula) варошица је на западу Естоније. Налази се у јужном делу округа Ланема и административни је центар општине Лихула.
Према подацима са пописа становништва 2011. у вароши је живело 1.246 становника.
На месту саврменог насеља постојало је крсташко утврђење Леал које се у писаним изворима први пут помиње 1211. године, иако је археолошки извесно да је на том месту постојало утврђење још у железно доба. Првобитно дрвено утврђење је 1238. заменило камено крсташко утврђење које је саградила Езелвичка бискупија уз подршку Тевтонског реда. Утврђење је срушено у време Ливонског рата.
У близини тврђаве током 1630-их подигнут је каштел који је припадао шведском генералу Оке Тоту. У каснијим годинама каштел је припадао разним племићим породицама. 

## Галерија
- Остаци старе тврђаве
- Остаци старе тврђаве
- Остаци старе тврђаве
- Остаци старе тврђаве
- Каштел Лихула